# Mantantu Kidumu
Mantantu Kidumu (ur. 17 listopada 1946) – kongijski piłkarz występujący na pozycji pomocnika. Uczestnik Mistrzostw Świata 1974.

## Kariera klubowa
Podczas MŚ 1974 reprezentował barwy klubu CS Imana.

## Kariera reprezentacyjna
Razem z reprezentacją Zairu uczestniczył w Mistrzostwach Świata 1974. Wystąpił tam we wszystkich 3 meczach ze reprezentacją Szkocji, reprezentacją Jugosławii i reprezentacją Brazylii.